# Antonio Maceo Grajales
Antonio Maceo y Grajales (Santiago di Cuba, 14 giugno 1845 – Punta Brava, 7 dicembre 1896) è stato un generale e politico cubano, eroe della guerra per l'indipendenza dell'isola dalla Spagna avvenuta tra il 1868 e il 1898.
Maceo era figlio di un agricoltore e commerciante di prodotti agricoli Venezuelano, Marcos Maceo, e di una donna afro-cubana, Mariana Grajales y Coello. Suo padre si trasferì da Caracas a Santiago di Cuba nel 1823 quando con alcuni colleghi fu esiliato dal Sudamerica.
Maceo è considerato con Máximo Gómez il più importante condottiero militare della guerriglia condotta fra il 1868 e il 1898 contro la Spagna, che occupava come colonia l'isola di Cuba fin dal 1492.

## Biografia

### I primi anni
All'età di sedici anni Antonio andò a lavorare con il padre, consegnando merci e prodotti caricati a dorso di mulo e divenendo presto un imprenditore e fattore di successo. Egli ereditò dal padre qualità di commando e più tardi verrà nominato generale. Maceo si interessò presto alla politica e fu iniziato alla massoneria: il movimento massone cubano era influenzato dai principi della Rivoluzione francese: Libertà, Eguaglianza e Fraternità.
Il 16 febbraio 1886 sposò María Cabrales (Santiago di Cuba, 16 febbraio 1866 – ivi, 28 luglio 1905), che lo seguirà in tutte le sue vicissitudini, condividendone idee e fatiche.
Circa due settimane dopo il 10 ottobre 1868, allorché scoppiò la rivolta guidata da Carlos Manuel de Céspedes contro gli spagnoli, Maceo, con il padre ed i fratelli, si unì ai rivoluzionari. La madre Mariana Grajales seguì la sua famiglia nella manigua (la fitta foresta nei dintorni) per sostenere i mambises, come erano allora chiamati i rivoltosi. I Maceo si arruolarono come soldati allorché iniziò la guerra dei dieci anni (1868-1878). In cinque mesi Maceo fu promosso maggiore e dopo poche settimane tenente colonnello.

### La carriera nell'esercito rivoluzionario
Seguì quindi la promozione a colonnello e cinque anni dopo, per la bravura dimostrata nel disorientare l'esercito spagnolo, fu promosso Brigadiere Generale. Tuttavia le sue umili origini ed il colore della pelle ritardarono la sua promozione a Maggior Generale, principalmente all'atteggiamento classista e razzista di numerosi altri patrioti di origine aristocratica o borghese.
I suoi uomini gli affibbiarono il soprannome di “Titano di bronzo”, a causa della sua eccezionale forza fisica e la resistenza alle ferite di arma da fuoco. Egli guarì da oltre 25 ferite patite nel corso di quasi 500 battaglie, che non ne intaccarono la volontà di combattere.
Egli aveva un'ammirazione particolare per il suo maestro e capo, lo stratega dominicano Máximo Gómez, che negli anni seguenti sarebbe divenuto Comandante in capo dell'Esercito di Liberazione Cubano. L'utilizzo del machete da parte di Gómez come surrogato della spada spagnola, anche a causa della carenza di armi da fuoco, fu presto adottato anche da Maceo per le sue truppe.
Antonio Maceo respinse la sedizione militare della Lagunas de Varona e Santa Rita che minavano l'unità delle truppe e favorivano il regionalismo de Las Villas. Ciò evidenziò un contrasto con lo stile di comando di Vicente Garcia González (1833 – 1886), che evitava gli atti eroici al fronte preferendo azioni pianificate dietro le linee e che accettava anche un approccio regionalistico alla secessione. Questo modo di procedere, unitamente alla scarsa precisione del progetto di Garcia fu respinto da Macero allorché il primo chiese aiuto per la formazione di un Nuovo Governo Rivoluzionario.

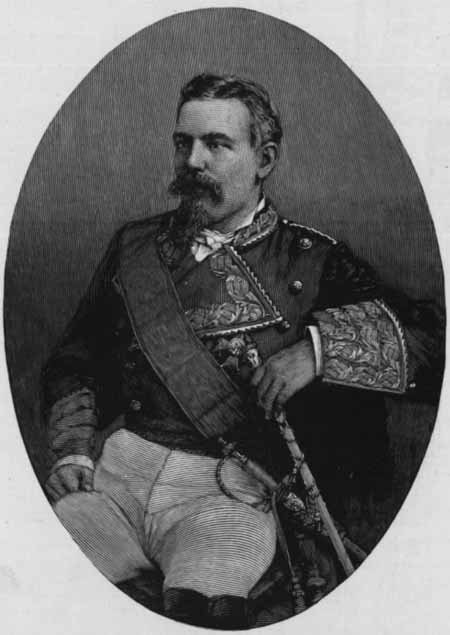
Arsenio Martínez de Campos nei suoi ultimi anni.

Divisioni, regionalismi ed indisciplina furono i motivi principali del declino dell'azione rivoluzionaria, dal quale il comandante spagnolo Arsenio Martínez Campos y Antón (1831 – 1900), Capitán General de Cuba trasse gran vantaggio. Ufficiale di onore, egli offrì la pace con amnistia per i combattenti rivoluzionari e riforme politiche, in cambio della cessazione delle ostilità che erano già durate, al 1878, dieci anni. Contemporaneamente però il governo spagnolo continuò la concentrazione di forze per aumentare ancor più il divario con le calanti forze ribelli.
Antonio Maceo fu uno degli ufficiali che si opposero alla firma del Patto di Zanjón, che poneva fine alla Guerra dei dieci anni. Egli, con altri ribelli, incontrò il generale spagnolo Arsenio Martínez Campos il 15 marzo del 1878 per discutere i termini di pace, ma Maceo sostenne che non si poteva accettare la pace se questa non contemplava il raggiungimento di alcuno degli obbiettivi della rivoluzione, tra i quali il principale era l'abolizione della schiavitù a Cuba e l'indipendenza dell'isola dalla Spagna. Il solo effetto immediato sarebbe stata l'amnistia per i soldati coinvolti nel conflitto e la libertà per gli afro-cubani che avevano combattuto nell'Esercito di Liberazione. Maceo non riconobbe il trattato e non aderì alla proposta di amnistia
Dopo il rispetto dei giorni di tregua previsti per l'incontro, Maceo riprese le ostilità. Il governo della Repubblica di Cuba lo incaricò allora di recarsi all'estero per raccogliere fondi, armi ed uomini (fra gli esiliati) al fine di promuovere una spedizione contro gli spagnoli.

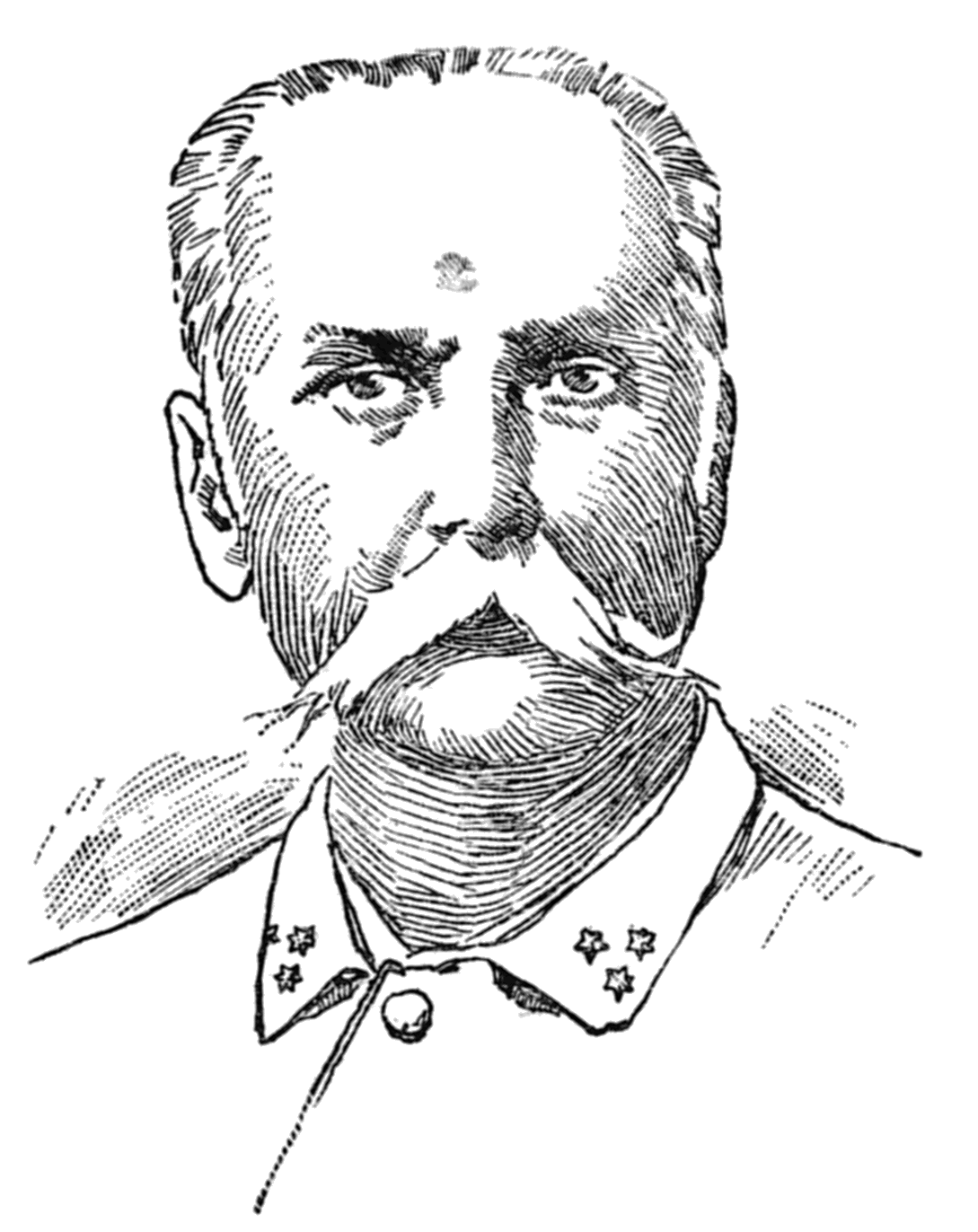
Calixto García.

Verso la fine del 1879 Maceo ed il Maggior Generale Calixto García Iñíguez (1839 – 1898) progettarono da New York una spedizione militare a Cuba, la quale diede l'inizio alla cosiddetta Piccola guerra di Cuba (in spagnolo: La Guerra Chiquita), che terminò senza successi da parte rivoluzionaria nel 1881. Maceo non vi partecipò, inviando a Cuba come comandante in capo Calixto García. Ciò evitò l'esacerbarsi di pregiudizi razziali presso i colleghi ufficiali rivoluzionari di origine ispanica, che potevano essere influenzati dalla propaganda spagnola. Gli spagnoli infatti tentarono, senza successo, di attribuire a Maceo l'intenzione di condurre una rivolta razziale contro i cubani di pelle bianca.

### La tregua 1879-1895

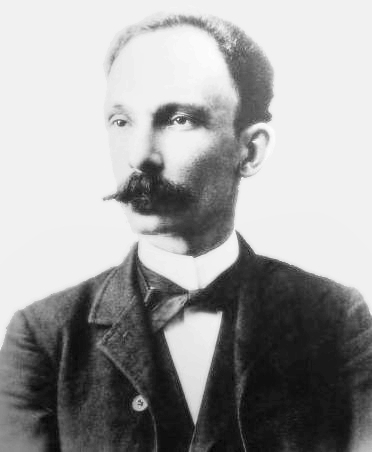
Il poeta e rivoluzionario cubano José Martí

Dopo un breve soggiorno ad Haiti, ove fu perseguitato dagli spagnoli e dove scampò a più tentativi di assassinio organizzati presso il consolato di Spagna, ed un altro in Giamaica, Maceo si stabilì nella provincia costaricana di Guanacaste. Il presidente di Costa Rica gli assegnò un'unità militare e gli fornì una piccola fattoria ove potesse vivere.  Contattato dal poeta rivoluzionario cubano José Martí (1853 – 1895) che lo convinse a iniziare una nuova guerra contro gli spagnoli a Cuba. Antonio pose come unica condizione che il comando militare fosse assegnato a Máximo Gómez, condizione che Martí, delegato del Partito Rivoluzionario Cubano, accettò.

## La Guerra d'Indipendenza cubana

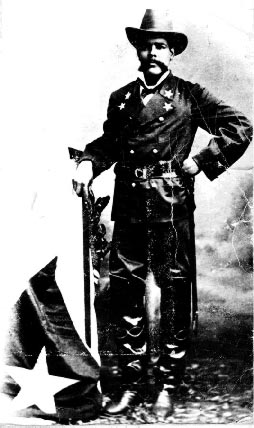
Antonio Maceo in uniforme

Nel 1895, insieme a Flor Crombet ed altri ufficiali minori, Maceo sbarcò nei pressi di Baracoa, all'estremità orientale dell'isola di Cuba e, dopo aver respinto un tentativo spagnolo di eliminarlo, si recò sulle vicine montagne ove, dopo molte difficoltà, riuscì a mettere insieme un piccolo contingente di armati che presto si ingrossò grazie ad altri gruppi ribelli della zona di Santiago di Cuba. Nella fattoria "La Mejorana" avvenne uno storico incontro fra Maceo, Gómez e Martí, che però non ebbe esito positivo a causa dei contrasti sorti fra il poeta e Maceo. Questi infatti non era d'accordo sulla costituzione di un governo civile, patrocinata da Martí ed i due si separarono mantenendo ciascuno la propria convinzione.
Dopo che Gómez era stato designato Comandante in Capo dell'Esercito di Liberazione Cubana, Maceo fu nominato Luogotenente Generale (secondo solo a Gómez). Partendo da Mangos de Baraguá, luogo della storica protesta di fronte a Martinez Campos, Maceo e Gómez, al comando di due lunghe colonne di mambise, raggiunsero brillantemente l'obbiettivo di invadere la zona occidentale di Cuba, cavalcando o marciando per 1.000 miglia in 96 giorni. Dopo parecchi mesi durante i quali vennero salassate le forze spagnole dell'Avana e di Pinar del Río, Maceo arrivò a Mantua, all'estremità occidentale di Cuba, nel mese di ottobre 1896, dopo aver sconfitto più volte forze spagnole numericamente superiori e molto meglio equipaggiate ed armate.
Usando alternativamente tecniche di guerriglia e scontri in campo aperto, i ribelli avevano reso esausto un esercito di oltre un quarto di milione di soldati spagnoli ed attraversato l'intera isola, superando ostacoli artificiali quali fossati, mura ed altre barriere erette dagli spagnoli per bloccare l'avanzata rivoluzionaria.
Il livello di coordinamento delle forze ribelli fu di fatto tenuto da Maceo, cui Máximo Gómez aveva esplicitamente delegato la catena di comando.
L'invasione della parte occidentale dell'isola era già stata tentata dal Brigadiere generale Henry Reeves durante la Guerra dei dieci anni ma fallì fra l'estremità orientale della Provincia di Matanzas e quella occidentale della Provincia de L'Avana ed il generale Reeve cadde in combattimento. A quel tempo Maceo aveva collaborato con Reeve sotto la direzione di Máximo Gómez.
La brama di indipendenza e la crudeltà degli alti ufficiali spagnoli rese gli abitanti delle campagne della parte occidentale dell'isola ansiosi di dare sostegno logistico all'Esercito di Liberazione. Questo causò l'istituzione della “riconcentrazione” da parte del nuovo comandante in capo spagnolo, Valeriano Weyler. Centinaia di migliaia di contadini della zona occidentale furono costretti a lasciare le loro abitazioni e terre per essere concentrati in campi appositamente costruiti all'interno delle città fortificate, prevalentemente di L'Avana, Pinar del Rio e Matanzas, nei quali molti di loro trovarono la morte per scarsità di nutrimento. L'operazione produsse gli effetti contrari di quelli sperati dal suo ideatore: molti contadini preferirono rischiare la vita combattendo con i ribelli piuttosto che morire di stenti nei campi di concentramento. Dopo l'incontro con Gómez, Maceo tornò nella zona di Pinar del Rio (percorrendo ancora una volta il tragitto da Mariel a Marana attraverso la Baia di Mariel), ove affrontò in sanguinosi scontri le forze spagnole soverchianti e modernamente armate di cannoni e mitragliatrici e guidate da generali che si erano distinti nelle battaglie vittoriose nelle Filippine ed in Africa. Dopo averle decimate nelle montagne occidentali di Cuba, egli ritornò verso est, percorrendo il solito tragitto per giungere nella Provincia di Villa Clara o a Camagüey. Qui avrebbe dovuto incontrare Gómez per organizzare le ulteriori operazioni militari e con il Governo in Armi stabilire un accordo fra quest'ultimo e le forze in azione con due scopi principali: la nomina di ufficiali di medio ed alto livello nell'Esercito di Liberazione ed il riconoscimento di nazione belligerante presso potenze straniere e l'accettazione di aiuti militari. In quel periodo egli era d'accordo ad accettare aiuti economici e forniture militari dall'Europa, ed eventualmente anche dagli Stati Uniti d'America, ma si opponeva fermamente ad un intervento militare diretto di quest'ultima potenza sul territorio cubano.

### La fine

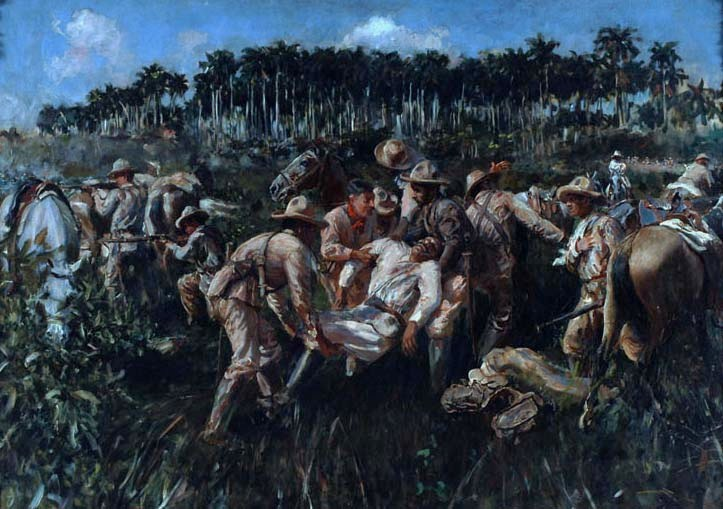
La morte di Maceo (Armando Menocal, 1863-1942)

Il suo piano di incontrare Gómez ed il Governo in Armi non si realizzò. Nei pressi di Punta Brava, un sobborgo de L'Avana, Maceo si stava avvicinando alla fattoria San Pedro, accompagnato dalla sua scorta personale (due o tre uomini), dal medico del suo quartier generale, dal brigadiere generale José Miró Argenter e una truppa di non più che una ventina di uomini. Mentre tentavano di aprire un varco in uno steccato per facilitare il passaggio delle loro cavalcature, furono intercettati da una grossa colonna di soldati spagnoli che aprirono un fuoco intenso. Maceo fu colpito da due pallottole, una nel petto ed un'altra che, dopo avergli rotto la mascella gli penetrò nel cranio. A causa del fuoco intenso i suoi compagni non poterono portarlo con loro. Rimase tuttavia con lui il sottotenente Francisco Gómez (conosciuto come Panchito), figlio di Máximo Gómez, che affrontò gli spagnoli al solo scopo di difendere il cadavere del suo generale. Dopo essere stato colpito da numerosi proiettili, fu finito dai soldati spagnoli a colpi di machete. Gli spagnoli, non avendo riconosciuta l'identità dei cadaveri, se ne andarono lasciandoli entrambe abbandonati sul terreno.
I cadaveri di Maceo e Panchito furono raccolti il giorno successivo dal colonnello Aranguren, da L'Avana, che corse immediatamente sul posto appena avuta notizia dello scontro. Le salme furono poi segretamente e provvisoriamente inumate in una fattoria con l'intesa di riesumarle e dar loro definitiva sepoltura quando Cuba fosse stata definitivamente libera. Oggi i resti di Antonio Maceo Grajales e quelli di Francisco Gómez Toro giacciono in un monumento a Cacahual (provincia Habana), vicino alla ex fattoria di San Pedro, e la loro tomba è diventata luogo di pellegrinaggio dei cubani.

## Retaggio
Oltre al suo ruolo di soldato nel movimento cubano per l'indipendenza, Maceo fu anche un politico influente e uno stratega e pianificatore militare. Lo stesso José Martí fu uno dei capi del movimento che si ispirò a lui.
Gli viene attribuito il seguente motto:
(Antonio Maceo Grajales, 3 novembre 1890)
Egli si espresso molte volte a favore della forma repubblicana di governo, ma insisté comunque parecchio sulla formula libertà, eguaglianza e fraternità, richiamandosi ai principi ispiratori della Rivoluzione francese. Durante la “Tregua fruttuosa”, fu invitato a fare un brindisi ed un giovane espresse l'augurio che Cuba fosse annessa agli Stati Uniti d'America, divenendo un'ulteriore stella nella loro costellazione di stati federati. La sua risposta fu:
(Antonio Maceo Grajales)